# 燃料箱
燃料箱（也被称为汽油箱或燃气罐）是存放易燃液体（通常是汽油或柴油））的安全容器。尽管任何燃料储存罐都可以被称为燃料箱，但该术语通常适用于发动机系统的一部分，在该系统中，燃料被储存并推进（燃料泵）或释放（加压气体）到发动机中。从小型丁烷打火机到多腔低温外挂油箱的航天飞机，燃料箱的大小和复杂程度各不相同。

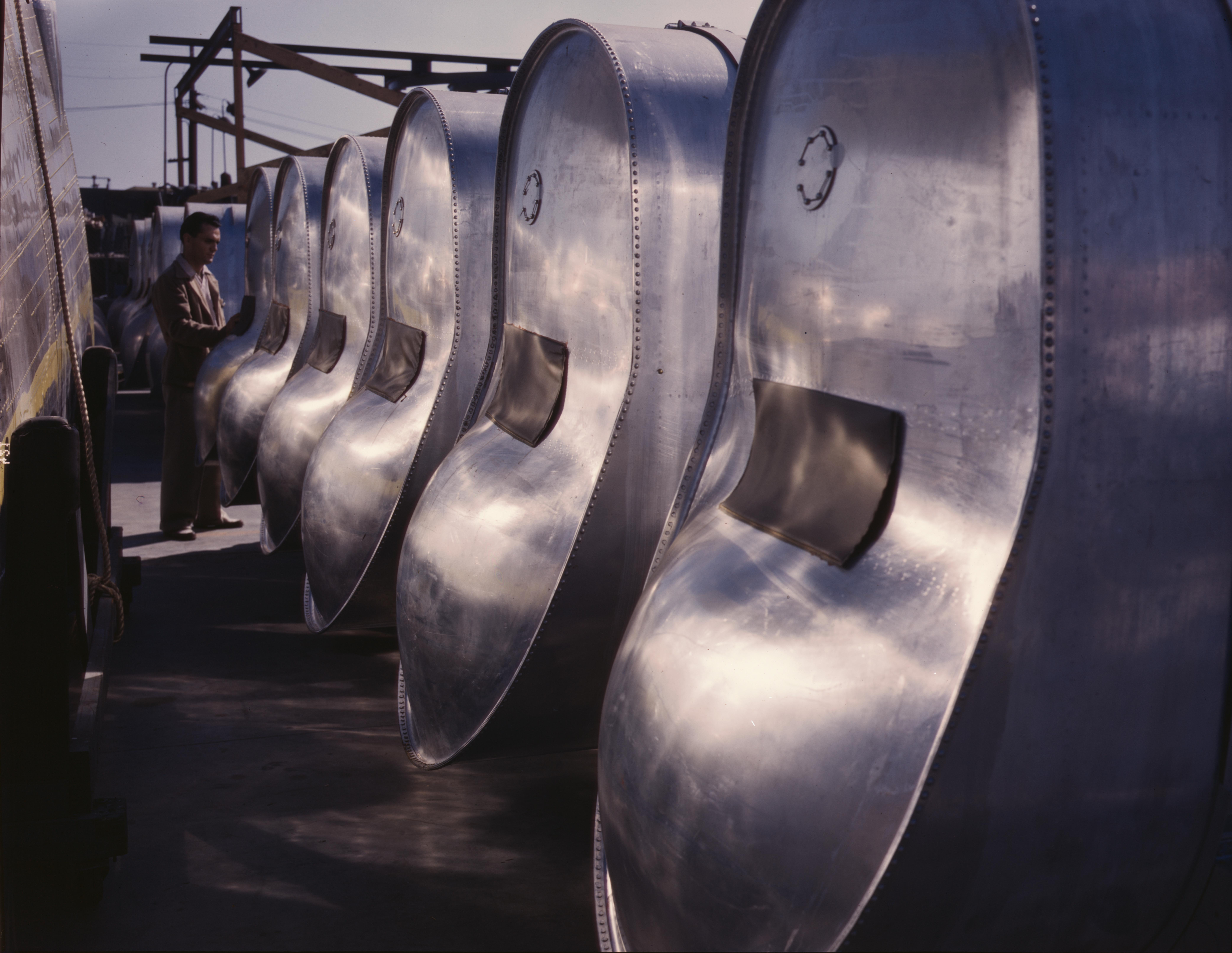
B-25轰炸机的油箱

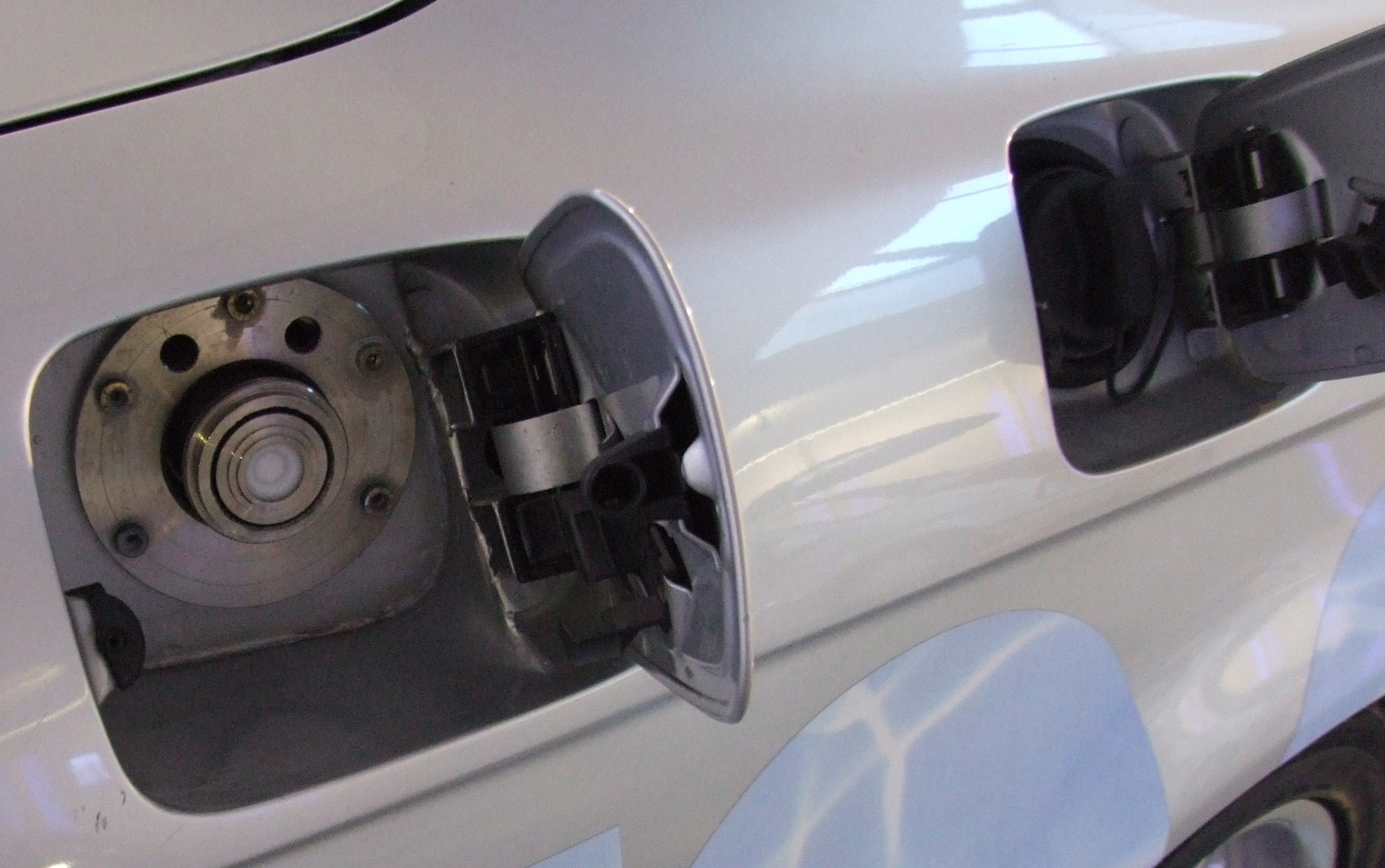
宝马汽车上的氢气（左）和汽油（右）油箱加注盖

## 用途
通常情况下，燃料箱必须允许或提供以下功能：
- 燃料储存：系统必须容纳一定数量的燃料，必须避免泄漏并限制蒸发排放。
- 加注：必须以安全、无火花的方式加注燃油箱。
- 提供确定油箱中燃料水平的方法，测量（必须测量或评估油箱中的剩余燃料量）。
- 排气（如果不允许超压，则必须通过阀门对燃油蒸汽进行管理）。
- 给发动机供油（通过泵）。
- 预测损坏的可能性并提供安全生存的可能性。

塑料（高密度聚乙烯HDPE）作为燃料箱的结构材料，虽然短期内在功能上是可行的，但由于汽油和柴油等燃料渗透到HDPE材料中，所以长期看的话有可能达到饱和。
考虑到车辆运输过程中塑料油箱中燃料的惯性和动能，环境应力开裂是一个明确的潜在问题。燃料的易燃性使应力开裂成为灾难性故障的可能原因。撇开紧急情况不谈，高密度聚乙烯塑料适用于短期储存柴油和汽油。在美国，经保险商实验室认证（UL 142）的储罐是最基本的设计要求。

## 燃料箱结构

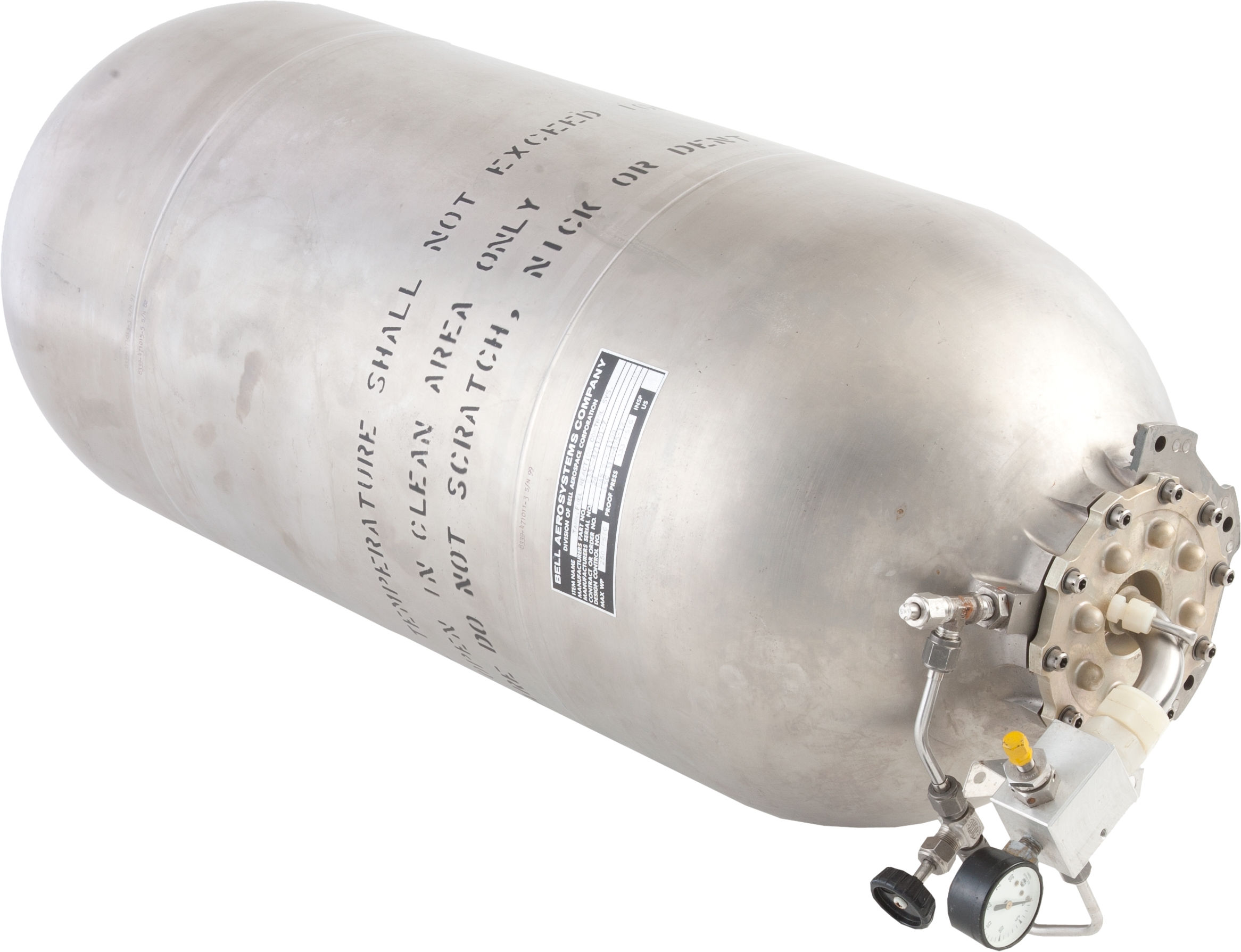
阿波罗登月舱燃料箱，20 世纪 60 年代

虽然大多数油箱都是人造的，但有些油箱仍然是由金属工匠制作的，或者是手工制作的气囊式油箱。其中包括用于汽车、飞机、摩托车、船只甚至拖拉机的定制和修复油箱。油箱的制造遵循一系列特定步骤。工匠通常用泡沫板制作一个模型，以确定油箱的准确尺寸和形状。接下来，要解决影响油箱结构的设计问题，如出口、排水口、液位指示器、接缝和挡板的位置。然后，工匠必须确定用于制造水箱的板材的厚度、回火和合金。将板材切割成所需的形状后，对不同的板材进行弯曲，以形成油箱的基本外壳和/或两端及挡板。许多油箱的挡板（特别是飞机和赛车）上都有照明孔。这些法兰孔有两个作用：减轻油箱重量，同时增加挡板强度。在制造末期，为加注颈、取油口、排水口和油位发送装置增加开口。有时这些孔是在扁平壳体上开出的，有时则是在制造过程的最后阶段添加的。挡板和端部可铆接到位。铆钉的头部经常进行钎焊或焊接，以防止油箱泄漏。然后可将端部折边并焊接，或将端部翻边并钎焊（和/或用环氧类密封剂密封），或将端部翻边后焊接。焊接、钎焊或熔接完成后，对油箱进行泄漏测试。
在航空航天工业中，使用油箱密封胶是高温整体油箱的常见应用。这种密封剂具有优异的耐流体性能，如水、酒精、合成油和石油基液压油。

## 汽车油箱

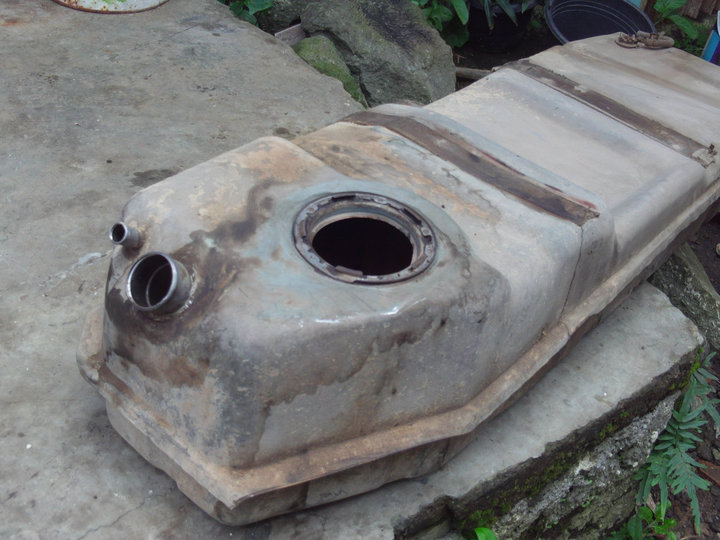
1996 款欧宝 Blazer的金属油箱

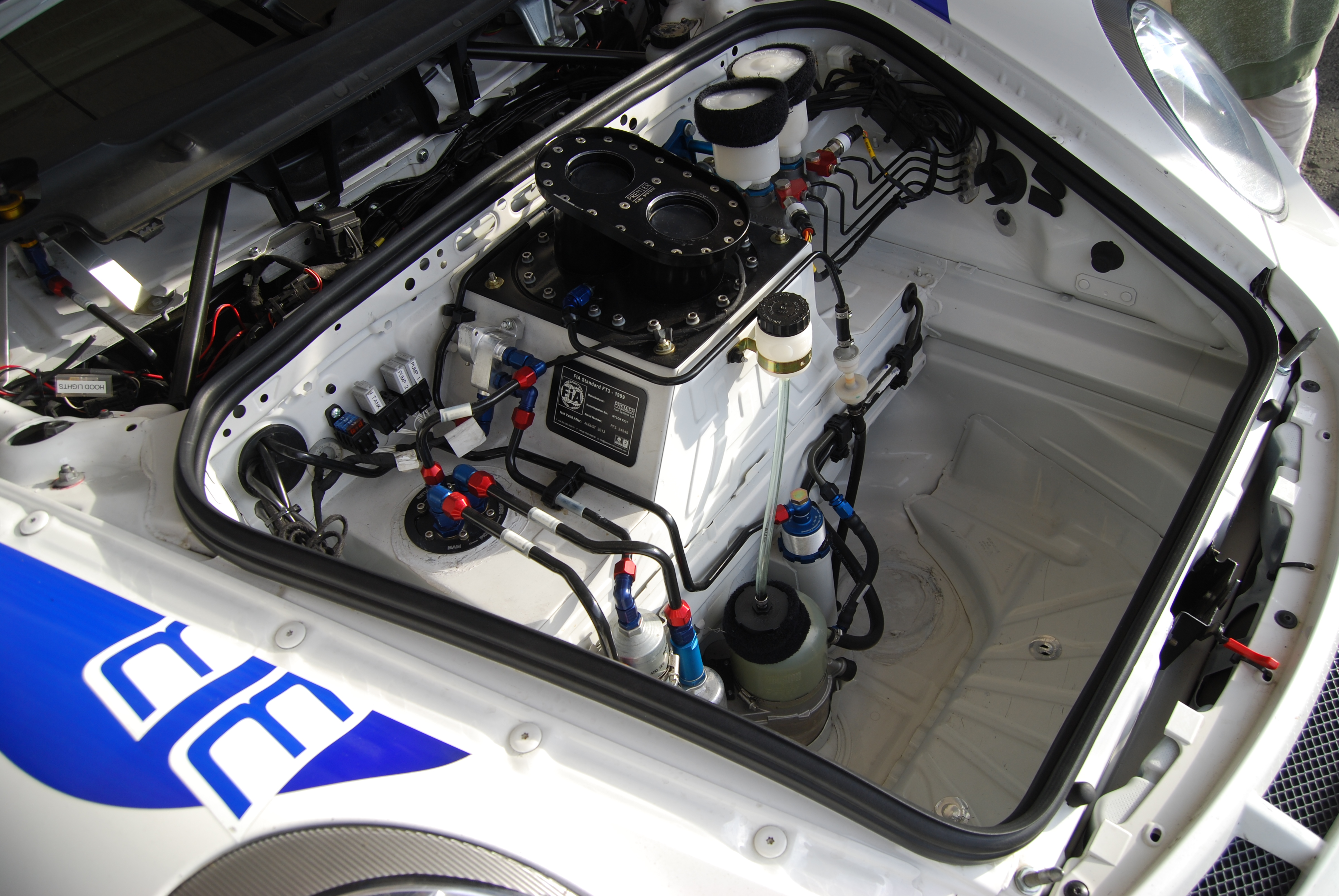
1998-2001 年保时捷 GT3 Cup赛车的燃料电池

### 乘用车
油箱越大，汽车的续航里程越长，但油箱越大，对重量和空间的要求就越高，特别是对小型汽车而言。汽车油箱的平均容量为50-60升（12-16美加仑）。
油箱最常见的材料是金属或塑料。金属（钢或铝）油箱通常由冲压钣金件焊接而成。塑料油箱通常采用吹塑工艺制造，可以使用更复杂的形状。
有些车辆有一个较小的备用油箱，在主油箱空时使用。其他一些车辆，通常是四轮驱动车辆，有一个较大的辅助油箱（或 "副油箱"），以增加车辆的续航能力。

### 赛车燃料电池
赛车燃料箱具有坚固的外壳和柔韧的内衬，以便在发生碰撞或其他事故导致车辆严重受损时，最大限度地减少穿孔的可能性。燃料箱内填充有开孔泡沫芯，以防止燃料箱空腔内的蒸汽爆炸，并尽量减少在比赛期间燃料晃动，这可能会使车辆失去平衡或导致燃料供应不足(燃料短缺)。

## 飞机

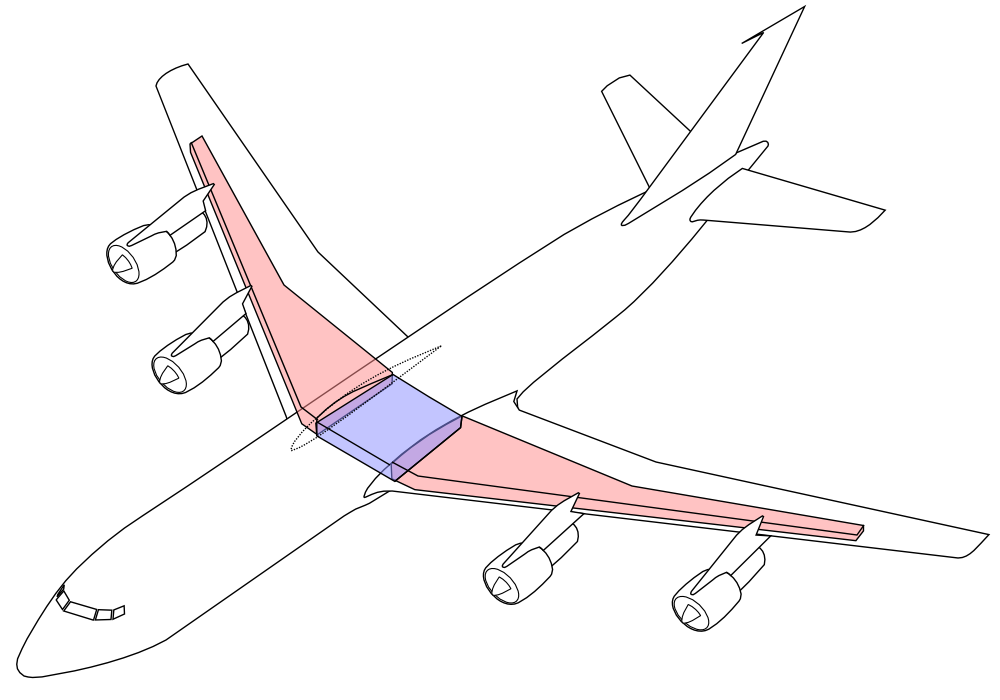
现代客机主油箱的布局

飞机通常使用三种类型的油箱：一体式、刚性可拆卸式和气囊式。
- 一体式油箱是飞机结构内部的密封区域，用于储存燃料。大型飞机常用的 "湿翼 "就是这种类型的一个例子。由于这些油箱是飞机结构的一部分，因此不能拆卸进行维修或检查。必须提供检查面板，以便对油箱进行内部检查、维修和整体保养。大多数大型运输机使用这种系统，将燃料储存在机翼、机腹，有时甚至机尾。
- 刚性可拆卸式油箱安装在专门为油箱设计的舱室中。它们通常为金属结构，可拆卸检查、更换或维修。飞机的结构完整性不依赖于油箱。这种油箱常见于小型通用飞机，如赛斯纳172。
- 气囊式油箱，或称燃料电池[5]是一种加固的橡胶袋，安装在飞机结构的一部分，以适应燃料的重量。气囊被卷起并通过燃油加注颈或检修面板安装到舱内，并通过舱内的金属按钮或卡扣进行固定。许多高性能轻型飞机、直升机和一些小型涡轮螺旋桨飞机都使用气囊式油箱。这种油箱的一个主要缺点是，在大量使用过程中，材料容易硬化，使其变脆，造成裂纹。一个主要的优点是能够使用尽可能多的飞机来存储燃料。
- 战斗机和直升机通常使用自密封油箱。

在航空灾难中，油箱是事故的起因或使事故恶化（油箱爆炸）。例如：
- 环球航空800航班爆炸和随后坠毁的官方“可能原因”是飞机的一个燃料箱中存在爆炸性的燃料/空气混合物。随后，有缺陷的线路在油箱内提供了一个点火源，摧毁了客机。虽然官方调查结果的准确性在这起事件中仍受到质疑，但类似的爆炸在其他飞机上也发生过。可以通过在油箱内安装燃料箱保温系统或灭火泡沫来减少燃料箱爆炸的机会。[7]
- 燃烧的燃料可能会爆炸或引燃同一架飞机或邻近的物体和人员。在1960年慕尼黑Convair 340空难中，一架运输机坠毁在一条主要街道上。燃烧的燃料点燃了一辆电车。飞机上的20人和电车上的32名乘客全部死亡。[8]

## 供水
供水系统可由柴油发电机提供主电源或备用电源，柴油发电机由一个小型 "日用油箱 "和一个大得多的散装储油罐供油。

## 安全
油箱的正确设计和构造对油箱所在系统的安全起着重要作用。在大多数情况下，完好无损的油箱是非常安全的，因为油箱中充满的燃料蒸汽/空气混合物远远高于可燃极限，因此即使存在火源（这种情况很少见）也不会燃烧。
捆绑式储油罐用于安全储存家用取暖油和其他危险品。保险公司通常要求采用捆绑式储油罐，而不是单层储油罐。
一些系统，如BattleJacket和橡胶气囊，已经被开发和部署，用于保护冲突地区军用车辆的油箱(免受敌人火力引起的爆炸)。
对于固定油箱，保护其免受极端温度和车辆碰撞等危险的经济方法是将其掩埋。然而，地下储油罐很难监测泄漏。这引起了人们对地下储油罐环境危害的关注。